# Zaïs

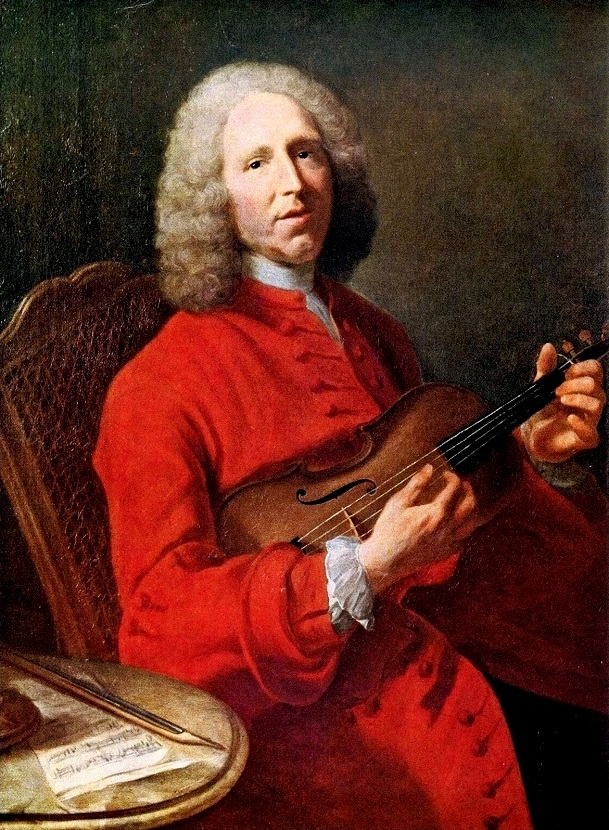
Jean-Philippe Rameau

Zaïs är en opera (pastorale héroïque) i en prolog och fyra akter med musik av Jean-Philippe Rameau och libretto av Louis de Cahusac.

## Historia
Akten La Féerie i operan Les Fêtes de Polymnie etablerade Rameaus fascination för sagovärlden i mellanösterns myter. Då delar av detta återfinns i hans operor Zoroastre, La Guirlande och Les Paladins förblir det lysande exemplet operan Zaïs. Operan hade premiär den 29 februari 1748 på Parisoperan.

## Personer
- Zaïs, luftande (haute-contre)
- Zélidie, herdinna (sopran)
- Oromasès, andekungen (basbaryton)
- Cindor, en sylf, Zaïs förtrogna (basbaryton)
- Une sylphide (en sylfid) (sopran)
- Amour (Cupido) (sopran)
- Un sylphe (haute-contre)
- La grande prêtresse de l'Amour (Cupidos prästinna) (sopran)

## Handling
Zaïs är en luftande som har förälskat sig i den jordiska herdinnan Zélide. I skepnad av en herde uppvaktar han henne. Kärleksguden uppmanar honom att pröva hennes trohet. Zélide klarar alla prövningar men blir skrämd när hon får reda på Zaïs kungliga bakgrund. Zaïs bestämmer sig för att offra allt för kärleken och bryter itu den magiska ring vilken är tecknet på hans makt. Zaïs slott kollapsar och de älskande hamnar i en hemsk öken. Andekungen rörs av deras öde och återställer Zaïs i hans forna rang och skänker Zélide odödlighet.